# 中央省庁等改革基本法
中央省庁等改革基本法（ちゅうおうしょうちょうとうかいかくきほんほう、平成10年6月12日法律第103号）は、中央省庁について内閣機能の強化、国の行政機関の再編成ならびに国の行政組織ならびに事務および事業の減量、効率化等の改革について、その基本的な理念および方針その他の基本となる事項を定めることおよび中央省庁等改革推進本部を設置することなどに関する日本の法律である。

## 概要
この法律は、平成9年12月3日に行われた行政改革会議の最終報告の趣旨にのっとって行われる内閣機能の強化、国の行政機関の再編成並びに国の行政組織並びに事務及び事業の減量、効率化等の改革（以下「中央省庁等改革」という。）について、その基本的な理念及び方針その他の基本となる事項を定めるとともに、中央省庁等改革推進本部を設置すること等により、これを推進することを目的とする。（第1条）
この法律は、1998年（平成10年）6月12日に公布され、公布と同時に施行された。